# Irina Maria Bara
Irina Maria Bara (Ștei, 18 maart 1995) is een tennisspeelster uit Roemenië. Bara begon op vijfjarige leeftijd met het spelen van tennis. Haar favoriete ondergrond is gravel. Zij speelt rechtshandig en heeft een tweehandige backhand. Zij is actief in het internationale tennis sinds 2010.

## Loopbaan
Bara debuteerde in 2018 op de grandslamtoernooien op het dubbelspel van Roland Garros, samen met landgenote Mihaela Buzărnescu – zij bereikten er meteen de kwartfinale.
In september 2020 kwalificeerde zij zich voor het eerst in het enkelspel op Roland Garros – zij bereikte er de derde ronde.
Bara stond in september 2021 voor het eerst in een WTA-finale, op het dubbelspeltoernooi van Karlsruhe, samen met de Georgische Ekaterine Gorgodze – hier veroverde zij haar eerste titel, door het koppel Katarzyna Piter en Mayar Sherif te verslaan. Binnen drie maanden (septem-, okto- en november) won dit koppel uiteindelijk vier dubbelspeltitels.
In 2022 volgde de vijfde in Marbella, met dezelfde partner. Aan de zijde van de Italiaanse Sara Errani won Bara haar zesde dubbelspeltitel op het WTA-toernooi van Buenos Aires 2022.

## Posities op deWTA-ranglijst
Positie per einde seizoen:
| jaar | rang enkelspel | rang dubbelspel |
| ---- | -------------- | --------------- |
| 2011 | –              | 1165            |
| 2012 | 1018           | 564             |
| 2013 | 663            | 397             |
| 2014 | 443            | 288             |
| 2015 | 337            | 290             |
| 2016 | 242            | 152             |
| 2017 | 214            | 132             |
| 2018 | 141            | 77              |
| 2019 | 161            | 85              |
| 2020 | 119            | 106             |
| 2021 | 132            | 96              |
| 2022 | 173            | 108             |
| 2023 | 173            | 120             |
| 2024 | 260            | 197             |

## Palmares
| Legenda                 |
| ----------------------- |
| Grandslamtoernooi       |
| Olympische Spelen       |
| Year-End Championships  |
| Premier Mandatory       |
| Premier Five / WTA 1000 |
| Premier / WTA 500       |
| International / WTA 250 |
| Challenger / WTA 125    |

### WTA-finaleplaatsen enkelspel
geen

### WTA-finaleplaatsen vrouwendubbelspel
| nr.              | finale     | toernooi         | ondergrond    | partner            | tegenstandsters                             | score            |         |
| ---------------- | ---------- | ---------------- | ------------- | ------------------ | ------------------------------------------- | ---------------- | ------- |
| gewonnen finales |            |                  |               |                    |                                             |                  |         |
| 1.               | 2021-09-12 | WTA Karlsruhe    | gravel        | Ekaterine Gorgodze | Katarzyna Piter Mayar Sherif                | 6-3, 2-6, [10-7] | details |
| 2.               | 2021-10-31 | WTA Cluj-Napoca  | hardcourt (i) | Ekaterine Gorgodze | Aleksandra Krunić Lesley Pattinama-Kerkhove | 4-6, 6-1, [11-9] | details |
| 3.               | 2021-11-07 | WTA Buenos Aires | gravel        | Ekaterine Gorgodze | María Lourdes Carlé Despina Papamichail     | 5-7, 7-5, [10-4] | details |
| 4.               | 2021-11-21 | WTA Montevideo   | gravel        | Ekaterine Gorgodze | Carolina Alves Marina Bassols Ribera        | 6-4, 6-3         | details |
| 5.               | 2022-04-02 | WTA Marbella     | gravel        | Ekaterine Gorgodze | Vivian Heisen Katarzyna Kawa                | 6-4, 3-6, [10-6] | details |
| 6.               | 2022-11-20 | WTA Buenos Aires | gravel        | Sara Errani        | Jang Su-jeong You Xiaodi                    | 6-1, 7-5         | details |
| verloren finales |            |                  |               |                    |                                             |                  |         |
| 1.               | 2023-07-23 | WTA Iași         | gravel        | Monica Niculescu   | Veronika Erjavec Dalila Jakupović           | 4-6, 4-6         | details |
| 2.               | 2025-04-06 | WTA Bogota       | gravel        | Laura Pigossi      | Cristina Bucșa Sara Sorribes Tormo          | 7-5, 2-6, [5-10] | details |

## Resultaten grandslamtoernooien
| Legenda | Legenda                          |
| ------- | -------------------------------- |
| g.t.    | geen toernooi gehouden           |
| l.c.    | lagere categorie                 |
| –       | niet deelgenomen                 |
| G       | uitgeschakeld in de groepsfase   |
| 1R      | uitgeschakeld in de eerste ronde |
| 2R      | uitgeschakeld in de tweede ronde |
| 3R      | uitgeschakeld in de derde ronde  |
| 4R      | uitgeschakeld in de vierde ronde |
| KF      | uitgeschakeld in de kwartfinale  |
| HF      | uitgeschakeld in de halve finale |
| F       | de finale verloren               |
| W       | het toernooi gewonnen            |
| w-v     | winst/verlies-balans             |

### Enkelspel
| toernooi        | 2020 | 2021 | 2022 |
| --------------- | ---- | ---- | ---- |
| Australian Open | –    | –    | 1R   |
| Roland Garros   | 3R   | 1R   | 1R   |
| Wimbledon       | g.t. | –    | 2R   |
| US Open         | –    | –    | –    |

### Vrouwendubbelspel
| toernooi        | 2018 | 2019 | 2020 |    | 2022 |
| --------------- | ---- | ---- | ---- | -- | ---- |
| Australian Open | –    | 3R   | 1R   | 1R |      |
| Roland Garros   | KF   | 1R   | 1R   | 1R |      |
| Wimbledon       | 1R   | 1R   | g.t. | 1R |      |
| US Open         | 1R   | –    | –    | 1R |      |